# Kallur Vadakkummuri
Kallur Vadakkummuri es una ciudad censal situada en el distrito de Thrissur en el estado de Kerala (India). Su población es de 25259 habitantes (2011).

## Demografía
Según el censo de 2011 la población de Kallur Vadakkummuri era de 25259 habitantes, de los cuales 12166 eran hombres y 13093 eran mujeres. Kallur Vadakkummuri tiene una tasa media de alfabetización del 95,50%, superior a la media estatal del 94%: la alfabetización masculina es del 96,81%, y la alfabetización femenina del 94,30%.